# クップ ドュ ジャポンMTB
クップ ドュ ジャポンMTB(Coupe du Japon MTB)とは、日本自転車競技連盟(Japan Cycling Federation)が公認する国内開催のマウンテンバイクレースである。MTB ジャパンシリーズを引き継ぐ形で、2015年から開催されている。クロスカントリー、ダウンヒル種目が年間シリーズ戦としてそれぞれ開催され、各レースのカテゴリーと順位で与えられるポイントを総合して年間タイトルを決定する。